# الدليلان

خريطة كوكبة الدب الأكبر، والدليلان هما الدبة والمراق ، اللذان يقعان في أقصى يمين الكوكبة (النصف الأيمن من النعش).

الدليلان هو اسم يطلق على نجمي الدبة والمراق في كوكبة الدب الأكبر. وقد كان العرب يستخدمونهما للعثور على النجم القطبي لأنه في حال تم تشكيل خط وهمي بين النجمين فسوف يشير إلى النجم القطبي، لذلك فقد كان العرب يستدلون بهما على نجم القطب وبالتالي سميا بالدليلين. يقع الدليلان في أقصى يمين كوكبة الدب الأكبر في الطرق المقابل للذيل، فهما يمثلان النصف الأيمن من النعش. يبلغ القدر الظاهري للدبة 1,87 وللمراق 2,35.
ولتحديد موقع النجم القطبي نمد خطا وهميا من المراق إلى الدبة، وعلى بعد خمسة أضعاف المسافة بينهما يوجد النجم القطبي.

## اقرأ أيضا
- النجم القطبي
- الدب الأكبر (كوكبة)
- الدب الأصغر (كوكبة)